# Realizmus (politika)
A politikai realizmus elsősorban a külpolitikára koncentráló politikai irányzat, felfogás, melynek nézetei szerint
- Az államokra értelmezve
  - az államok nem képesek a normakövetésre
  - a hatalmat a hatalom képességének fogalmával azonosítják
  - meg tudják valósítani céljaikat, érdekeiket
  - tudjanak másokat befolyásolni
  - olyat tegyenek, amit nem tennének meg szívesen
  - konfliktusban győzni a másik ellenállásának legyőzésével

- Egyénekre értelmezve
  - meg tudjam valósítani céljaimat, érdekeimet
  - tudjak másokat befolyásolni
  - olyat tegyek, amit nem tennék meg szívesen
  - konfliktusban győzni a másik ellenállásának legyőzésével